# Fabryka dyplomów
Fabryka dyplomów (ang. diploma mill, także degree mill, dosł. młyn dyplomów) – firma lub organizacja, która twierdzi, że jest instytucją szkolnictwa wyższego, ale faktycznie za opłatą wydaje nielegalne (nieakredytowane i nieuznawane) stopnie naukowe i dyplomy.

## Sposób działania
Fabryki dyplomów wydają za opłatą wydaje nielegalne (nieakredytowane i nieuznawane) stopnie naukowe i dyplomy.
Instytucje te mogą twierdzić, że stopnie są przyznawane za odpowiednie doświadczenie życiowe, oceniają historię pracy lub wymagają przedłożenia pracy dyplomowej lub rozprawy do oceny, aby nadać pozór autentyczności. Młyny dyplomowe są często wspierane przez młyny akredytacyjne, utworzone w celu zapewnienia większego pozoru autentyczności.
Termin ten może być również używany pejoratywnie do opisania akredytowanej instytucji o niskich standardach przyjęć na studia i niskim wskaźniku zatrudnienia. Mogą pojawić się kwestie prawne, jeśli kwalifikacja uzyskana od fabryki dyplomów zostanie użyta w celu uzyskania zatrudnienia, włącznie z oskarżeniami o fałszerstwo, choć nie wszyscy klienci (studenci) „fabryk dyplomów” są świadomi tego, że otrzymali problematyczny dokument.
Zjawisko fabryk dyplomów istnieje na całym świecie, w tym w Polsce, między innymi Collegium Humanum – Szkoła Główna Menedżerska z siedzibą w Warszawie.

## Przykłady

### Trump University
Przy okazji wyborów prezydenckich w Stanach Zjednoczonych w 2016 roku kontrkandydaci Donalda Trumpa zarzucali mu, że jeden z jego wielu biznesów – Trump University – jest fabryką dyplomów. Mitt Romney komentował, że obietnice Donalda Trumpa są bezwartościowe, identycznie jak dyplomy z Trump University. Ted Cruz i Marco Rubio odnosili się do tematu Trump University podczas debat organizowanych w ramach prawyborów partii republikańskiej.

## Źródła
1. 1 2  Fabryka dyplomów [online], TVN24.pl [dostęp 2020-08-05] (pol.).
2. 1 2  a (red.), Fabryka dyplomów – tam nie znajdziesz gruntownego wykształcenia, [w:] kierunkistudiów.edu.pl [online], Kierunki studiów: ciekawe przyszłościowe i popularne studia, 3 lutego 2015 [dostęp 2020-08-05] [zarchiwizowane z adresu 2016-06-04] (pol.).
3. ↑  Aleksander Cywiński, Recenzja książki: Fabryka dyplomów czy universitas? Red. Maria Czerepaniak-Walczak, Wydawnictwo Impuls, Kraków 2013, s. 364, „Pedagogika Szkoły Wyższej” (2), 2012, s. 225–229, ISSN 2083-4381 [dostęp 2020-08-05] (pol.).
4. ↑  John Bear, Degree Mills: The Billion-Dollar Industry That Has Sold Over a Million Fake Diplomas, Prometheus Books, 24 kwietnia 2012, ISBN 978-1-61614-508-8 [dostęp 2020-08-05] (ang.). Brak numerów stron w książce
5. ↑  Michael Grahame Moore, A Sad Reminder That Diploma Mills Are Still With Us, „American Journal of Distance Education”, 23 (4), 2009, s. 175–178, DOI: 10.1080/08923640903356129, ISSN 0892-3647 [dostęp 2020-08-05].
6. 1 2  Fake diplomas sold globally [online], The Spokesman-Review, 2006 [dostęp 2020-08-06].
7. ↑  Afera na uczelni Collegium Humanum zaczęła się od lekarza z MBA. Dociekliwość w CBA [online], Rzeczpospolita [dostęp 2024-09-09] (pol.).
8. ↑  Transcript of Mitt Romney’s Speech on Donald Trump – The New York Tim… [online], archive.vn, 3 marca 2016 [dostęp 2020-08-05].
9. ↑  A trio of truthful attack ads about Trump University – The Washington… [online], archive.vn, 15 kwietnia 2016 [dostęp 2020-08-05].
10. ↑  Transcript of the Republican Presidential Debate in Houston – The New… [online], archive.vn, 28 lutego 2016 [dostęp 2020-08-05].
11. ↑  Transcript of the Republican Presidential Debate in Detroit – The New… [online], archive.vn, 3 listopada 2019 [dostęp 2020-08-05].